# Asianidia chinai
Asianidia chinai är en insektsart som först beskrevs av Lindberg 1961.  Asianidia chinai ingår i släktet Asianidia och familjen dvärgstritar.
Artens utbredningsområde är Madeira. Inga underarter finns listade i Catalogue of Life.